# Гаврилюк Надія Оксентіївна
Надія Оксентіївна Гаврилюк (28 липня 1951, Совєтська Гавань Хабаровського краю, РРФСР) — український археолог, фахівець у галузі скіфської археології, представник археологічної керамології, доктор історичних наук, старший науковий співробітник Інституту археології НАН України.

## Біографія
Народилась 28 липня 1951 р. в місті Совєтська Гавань Хабаровського краю, РРФСР. Закінчила історичний факультет Білоруського державного університету (Мінськ, 1973) та аспірантуру Інституту археології АН УРСР за спеціальністю «Археологія» (1978).

### Трудова кар'єра
Після закінчення університету працювала науковим співробітником Миколаївського краєзнавчого музею (1973–1974), старшим лаборантом Південно-Бузької і Запорізької експедицій Інституту археології АН УРСР (1974–1975).
Після закінчення аспірантури — науковий співробітник Інституту археології АН УРСР (з 1978).
1981 в Інституті археології АН УРСР захистила кандидатську дисертацію «Лепная керамика Степной Скифии» під керівництвом доктора історичних наук, професора О. І. Тереножкіна.
З 1996 — завідувач Відділу «Польовий комітет» Інституту археології НАН України.
2000 в Інституті історії матеріальної культури (Санкт-Петербург, Росія) захистила докторську дисертацію «Степная Скифия VII–IV вв. до н.э. (эколого-экономический аспект)».

## Наукова діяльність
Н. О. Гаврилюк укладач і керівник авторського колективу «Словника-довідника з археології» (1996), автор керамологічних публікацій у періодичних виданнях і збірниках, член Національної експертної керамологічної ради щорічних Національних конкурсів публікацій на теми керамології, гончарства, кераміки в Україні «КеГоКе» (з 2007). Засновник (1998) і головний редактор (з 2001) щорічника «Археологічні відкриття в Україні». Науковий консультант Бахчисарайської археологічної експедиції.

### Праці
Н. О. Гаврилюк — автор понад 100 наукових праць, в тому числі 5 монографій:
- «Домашнее производство и быт степных скифов» (1989),
- «Позднескифские памятники Нижнего Поднепровья. I. (Новые материалы)» (1991, у співавторстві з Мариною Абікуловою),
- «Пам'ятки скіфів. Археологічна карта Нижньодніпровського регіону» (1992, у співавторстві з Миколою Оленковським),
- «Скотоводство Степной Скифии» (1995),
- «История экономики Степной Скифии» (1999).